# بنو إردمان
بنّو إردمان (بالألمانية: Benno Erdmann)‏ هو فيلسوف ألماني (1851 - 1921 م).
له كتاب عن بديهيات الهندسة (1877 م) وآخر عن المنطق (1892 م).